# Изыкан
Изыкан — посёлок в Чунском районе Иркутской области России. Входит в состав Таргизского муниципального образования. Находится примерно в 79 км к югу от районного центра. 

## Население
По данным Всероссийской переписи, в 2020 году в посёлке проживало 599 человек (300 мужчин и 299 женщин).